# Świdraczek pszczeli
Świdraczek pszczeli, roztocz pszczeli (Acarapis woodi) - roztocz z rodziny (Tarsonemidae). Wywołuje akariozę inaczej akrapidozę (chorobę roztoczową) pszczół miodnych.
Samica tego roztocza jest znacznie większa od samca, osiąga 180 µm długości (samiec 125 µm). Pasożyt żyje i rozwija się przeważnie w tchawkach pierwszej pary młodych pszczół. Cykl rozwojowy trwa 12−16 dni. Roztocz atakuje głównie młode pszczoły, gdyż miękkie włoski otaczające ich przetchlinki nie stanowią wystarczającej zasłony, ponadto pierwsza para tchawek nie ma aparatu przymykającego przetchlinkę. U starszych osobników pasożyt może usadowić się u nasady skrzydeł. Zarówno osobniki dorosłe roztocza, jak i stadia młodociane odżywiają się wyłącznie hemolimfą. Poza organizmem pszczoły pasożyt żyje krótko, do kilku godzin, w tchawkach martwych pszczół zaś do 48 godzin.